# Radio Łódź
Radio Łódź – regionalna rozgłośnia Polskiego Radia w Łodzi, z siedzibą przy ul. Narutowicza 130.
Dysponuje czterema studiami emisyjnymi (A1, A2, A3, A4) oraz trzema studiami nagrań (studio S1 im. Henryka Debicha, S2 i S3). Posiada studio w Sieradzu oraz kilkoro korespondentów regionalnych (w województwie łódzkim).
Nadajniki w Sieradzu, Wieluniu i Wieruszowie emitują inną wersję programu niż nadajnik łódzki, zwaną Radiem Łódź nad Wartą.
1 stycznia 2021 Radio Łódź uruchomiło kulturalno-muzyczny kanał Radio Łódź Extra, który był dostępny na multipleksie radia cyfrowego (DAB+) oraz w internecie i zawiesił on swoją działalność w nocy z 3 na 4 kwietnia 2022 roku w związku z oszczędnościami spowodowanymi niewystarczającą ilością środków przekazanych stacji przez KRRiT.

## Słuchalność
Według badania Radio Track (wykonane przez Millward Brown SMG/KRC) za okres grudzień-maj 2021/2022, wskaźnik udziału w rynku słuchalności Polskiego Radia Łódź wyniósł 2,3 proc., co dało tej stacji 15. pozycję w łódzkim rynku radiowym.

## Odbiór analogowy
Całodobowo na falach UKF:
- Radio Łódź
  - 99,2 MHz z nadajnika w Łodzi (komin EC-4) – moc nadajnika 30 kW, polaryzacja pionowa

- Radio Łódź nad Wartą
  - 96,7 MHz z nadajnika w Sieradzu (elewator) – 1 kW, polaryzacja pionowa
  - 101,5 MHz z nadajnika w Wieluniu (komin elektrociepłowni) – 0,5 kW, polaryzacja pionowa
  - 104,0 MHz z nadajnika w Wieruszowie (komin Pfleiderer Prospan S.A) – 1 kW, polaryzacja pionowa

## Odbiór cyfrowy
Od 1 października 2014 roku podstawowej wersji rozgłośni można słuchać na radioodbiornikach  naziemnej radiofonii cyfrowej DAB+.

## Historia
2 lutego 1930 przy ul. Inżynierskiej 14 rozpoczęła regularną pracę, jako siódma w kraju, Radiowa Stacja Przekaźnikowa o mocy 1,65 kW, transmitująca program ogólnopolski, na falach średnich w paśmie 233,8 m.
1 maja 1931 zespół pracowników Radiowej Stacji Przekaźnikowej w Łodzi podjął decyzję o nadawaniu w przerwach pomiędzy programami ogólnokrajowymi własnych lokalnych audycji informacyjnych.
2 lutego 1933 Dyrekcja Naczelna Polskiego Radia w Warszawie przyznała Łodzi oficjalne prawo nadawania programów lokalnych. Od tej pory łódzkie Radio mogło emitować w ciągu roku „72 audycje”, na które złożą się „felietony, odczyty i inne formy audycyjne”.
15 kwietnia 1937 odbyła się uroczystość wmurowania aktu erekcyjnego pod „najnowocześniejszy w Polsce i w Europie” gmach radiowy, wzniesiony przy ul. Gabriela Narutowicza 130. Nadawanie stąd rozpoczęto dwa lata później - 29 marca 1939 roku.
W 1993 Rozgłośnia Polskiego Radia w Łodzi została przekształcona w spółkę skarbu państwa.
17 maja 2013 nastąpiło uroczyste odsłonięcie nowego logo Radia Łodź. Poprzednie logo obowiązywało od 1992 roku.
Od 22 grudnia 2016 odcinek ulicy Ludwika Krzywickiego biegnący obok siedziby Radia Łódź nosi nazwę Henryka Debicha, wieloletniego dyrygenta i dyrektora Orkiestry Rozrywkowej Polskiego Radia i Telewizji w Łodzi. 18 stycznia 2017 odsłonięto tablicę pamiątkową na budynku radia upamiętniającą dyrygenta. Na uroczystości byli m.in. prezydent Łodzi Hanna Zdanowska oraz rodzina i znajomi dyrygenta.
Radio Łódź miało wkład w rozwój sceny klubowej (za sprawą audycji „Nocny Trans” Adama Kołacińskiego) i rockowej (w studiu Radia nagrywało wiele znanych polskich zespołów). W studiu im. Debicha w latach 90. odbywały się koncerty z serii "Bez prądu".

## Orkiestry Radia Łódź
Pierwszą łódzką etatową orkiestrą radiową była Orkiestra Mandolinistów pod dyrekcją Edwarda Ciukszy (1945-1971).
Drugą etatową orkiestrą łódzkiej rozgłośni Polskiego Radia była Orkiestra Rozrywkowa Polskiego Radia i Telewizji w Łodzi (1950-1991) kierowana przez większość czasu przez Henryka Debicha.
W 2009 roku powstała Radiowa Filharmonia New Art, z którą Polskie Radio Łódź współpracowało w latach 2009–2010. Umowa o współpracy i wzajemnym bezgotówkowym świadczeniu usług została zawarta między Radiem Łódź i reprezentującą orkiestrę Polską Fundacją Promocji Kultury Muzycznej. Podstawę Radiowej Filharmonii New Art stanowiła orkiestra smyczkowa z akordeonem i fortepianem. Koncert inauguracyjny odbył się 15 listopada 2009 w studiu koncertowym Polskiego Radia Łódź S1 im. Henryka Debicha. Z dniem 28 stycznia 2011 współpracę zakończono.

## Dyrektorzy
opracowano na podst. materiału źródłowego

### do 1939 r.
- Bohdan Pawłowicz (1935–1938)
- Stanisław Nowakowski (1938–1939)

### po 1945 r.
- Tadeusz Jarzębowski
- Tadeusz Łopalewski
- Antoni Śmiejan (1946)
- Mieczysław Kofta (1949–1952)
- Kazimierz Zygmund
- Jan Pakuła (1965–1974)
- Wojciech Ekiert
- Tadeusz Lewandowski
- Zbigniew Wojciechowski
- Andrzej Berut

### od 1993 r.
- Andrzej Berut
- Małgorzata Kamińska-Bruszewska
- Witold Skomorowski
- Wacław Bierkowski (1996–1998)
- Jerzy Machejek
- Krzysztof Jędrzejczak (2000–2005)
- Krzysztof Sadowski (2005–2006)
- Dariusz Szewczyk (po raz pierwszy, 2006–2010)
- Marek Składowski (od 2010)
- Dariusz Szewczyk (po raz drugi, 2016–2021)[potrzebny przypis]
- Arkadiusz Paluszkiewicz (2021-2024)[potrzebny przypis]